# LucasArts
LucasArts er en amerikansk videospiludvikler og distributør grundlagt i 1982 som en underafdeling af Lucasfilm. Firmaet var før i tiden kendt for sine innovative adventurespil så som Monkey Island-serien. Siden slutningen af 90'erne har firmaet dog fokuseret mest på spil til Star Wars og Indiana Jones.

## Firmaets historie
Firmaet blev grundlagt i 1982 for at udvikle videospil under moderselskabet Lucasfilm. Grunden til dette var, at George Lucas ville have sit firma til at udvide dets område til mere end bare film. Derfor begyndte han et samarbejde med Atari om at udvikle spil.
Det første spil, der blev udgivet af dette nye firma, var Ballblazer og Rescue on Fractalus!, begge udgivet i 1984. Beta-versioner af spillene nåede dog ud før den officielle udgivelse. Lucasfilm Games udviklede spilene, men i de første mange år stod andre firmaer for deres distribution. Atari stod for distributionen til Atari-systemerne, Activision og Epyx stod for PC-udgivelserne.
I 1990 reorganiserede Lucas de fleste af sine firmaer. Videospil-delen af Lucasfilm blev herefter en del af LucasArts Entertainment sammen med to andre firmaer, Industrial Light & Magic og Skywalker Sound. Senere hen blev de to andre firmaer udskilt fra LucasArts-navnet igen og blev til Lucas Digital. Herefter var LucasArts navnet det officielle navn for spil-delen af Lucas-firmaerne. I 1993 besluttede LucasArts så at lave deres første videospil baseret på Star Wars-filmene.

### Firmalogoet
Tekst mangler, hjælp os med at skrive teksten